# 柏崎克彦

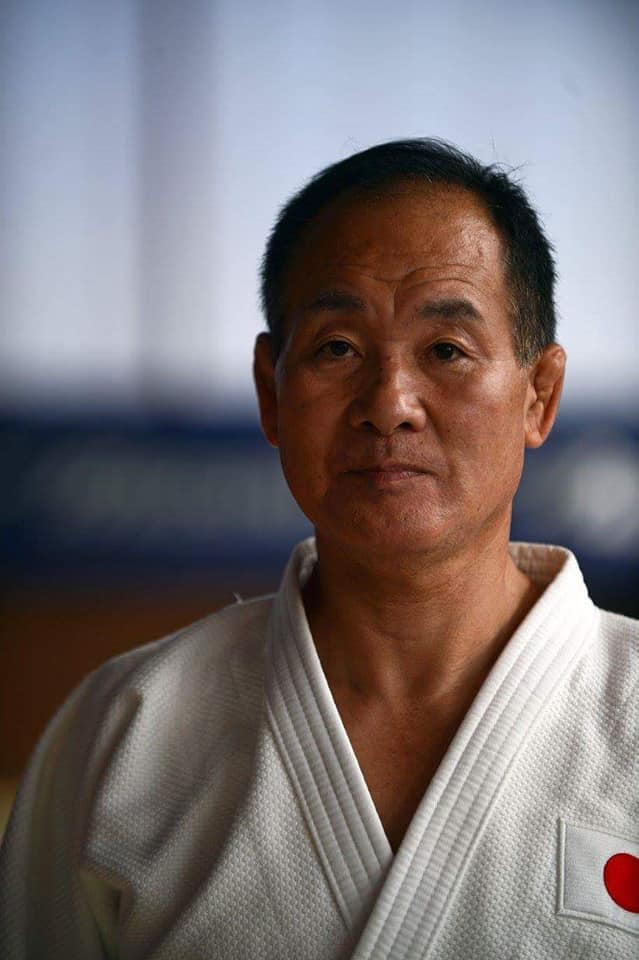
柏崎克彦（2018年）

柏崎 克彦（かしわざき かつひこ、1951年9月16日 - ）は、日本の柔道家。岩手県久慈市出身。8段を取得している。
1981年の世界選手権で優勝し、その後国際武道大学にて後進の指導に当たる。現役時代は小躯ながら合理的な寝技を使い、柔道界のみならず格闘技界において寝技の代名詞として、その名を知られた。

## 経歴

### 学生時代
1951年、三船久蔵十段の生誕の地である縁から“柔道の町”として知られる岩手県久慈市に生まれる。両親をはじめ、親族の多くが教員という家柄だった。
小学5年生より地元の三船十段記念館で柔道を習い始める。若い指導者の久保正太郎が率いる三船記念館の少年部は、県内外に知られた強豪クラブであった。
柏崎は、その小柄な体格ゆえ“ニワトリ”とあだ名され、本人曰く柔道の試合で勝った記憶は殆ど無いとの事。身体が小さい子供の多くはこの体格の壁にぶつかり柔道が嫌いになる事が多いが、当時の柏崎はそれでも柔道を嫌いにはならなかった。当時を振り返り柏崎は、「久保の指導方法が巧みだったお陰」と語る。
また久保は敬虔なクリスチャンで、柏崎をはじめ多くの道場生は、道場の稽古だけでなく老人ホーム訪問や歳末助け合いに参加するなどした。
市立久慈中学校を卒業し県立久慈高校に進学すると、柏崎は稽古の軸足を三船記念館から高校の柔道部に移す。同校柔道部の監督は、当時赴任してきたばかりの和山勇人（元国士舘大学主将）で、三船記念館の久保の指導とは全てが対照的だった。入部早々五厘刈りの憂き目にあった柏崎は、稽古でも和山からしばしば殴られたが、次第に頭角を現し、高校3年次には個人戦でインターハイ出場したほか、団体戦でも県で準優勝の好成績を残す。
なお、高校時代の半ばまで背負投を得意としていた柏崎だが、高校時代に3度も右肘を骨折したため背負投を諦め、代わりに巴投を磨き上げた。巴投を覚えると、そこから寝技への連絡が不可欠となり、次第に寝技に固執するようになったという。こうして、後に寝技師と呼ばれる柏崎の基礎は、文字通り「ケガの功名」という形で築かれていった。
高校を卒業すると、東海大学へ進学。インターハイ出場経験があるとはいえ、推薦ではなく一般入試での入学だった。
入学すると同時に強引に柔道部の合宿所に転がり込むが、身長167cm、体重57 kgの柏崎は柔道部で相手にされず、1年で合宿所を追い出される。当時の東海大学柔道部の監督で門下から多くの世界チャンピオンを輩出した佐藤宣践も、「私には人を見る目があるが、柏崎だけは見えなかった」と後に語っていたという。
大学2年生からは普通の下宿所から柔道部に通い続け、自作の技術書や、大会前には自身が勝ち上がっていく様子をシミュレーションした『柔道ノート』を作成するなど、人一倍の努力と研究・工夫を惜しまなかった。
3年生になると、ソ連、のちのラトビアにあるリガで開催されたサンボのヨーロッパ選手権に出場し、決勝戦で地元選手のホシュに敗れるも、準優勝という成績を残す。これが、柏崎にとって初めての国際舞台だった。また佐藤の「柔道に役立つものなら何でもやれ」という指導方針のもと、サンボ以外にもレスリングや駅伝等を経験。
大学4年次には団体戦でついにレギュラーの座を射止める。1974年春、同大学を卒業。

### 階級の第一人者として
大学卒業後、1981年まで茨城県日立市の県立多賀高校にて教鞭を執る。この間に全日本選抜体重別選手権で4連覇を含む5度の優勝を飾ったほか、講道館杯でも5度決勝に進出し2度優勝するなど、軽量級および軽軽量級の第一人者として長く君臨した。
また1975年には世界選手権（ウィーン）で準優勝し、1981年の同大会（マーストリヒト）では30歳にして世界王者に。同大会では選手団の主将も務めた。なお、この間に1980年のモスクワ五輪でも柔道競技（軽軽量級）の日本代表に選出されていたが、政治的な問題で日本は不参加となったため、“幻の五輪代表”となった。

### 指導者として
1981年より母校・東海大学の講師を務め、選手としては1982年の嘉納杯（軽軽量級）で優勝したのを最後に引退した。
1983年に東海大学を後にすると、その後1年間、文部省派遣によるイギリス留学を経験し、1984年からは国際武道大学で後進の指導に当たる。のちに同大学教授に。
なお、柏崎は自身の柔道人生を振り返る時、「三船記念館の久保、久慈高校の和山、東海大学の佐藤という3人の師との出会いが全てだった」と語る。
現在も生徒たちに説く“人が成長するためには3つの出会いが必要”とは、恩師・久保の言葉を引用したものである。

## 主な戦績
- 1971年　ソ連リガ市でのヨーロッパサンボ選手権準優勝
- 1975年　1978年 - 1981年　全日本体重別選手権優勝
- 1975年　ウイーン世界柔道選手権（軽量級）　準優勝
- 1976年　講道館杯（65 kg級）　準優勝
- 1978年　講道館杯（65 kg級）　準優勝
- 1979年　講道館杯（65 kg級）　準優勝
- 1980年　講道館杯（65 kg級）　優勝
- 1981年　マーストリヒト世界柔道選手権（65 kg級）　優勝
- 1981年　講道館杯（65 kg級）　優勝
- 1982年　嘉納杯（65 kg級）　優勝 （この試合を最後に現役引退）